# 王俊峰 (1962年)
王俊峰（1962年—），男，汉族，辽宁辽阳人，中华人民共和国律师、政治人物，中国共产党党员，曾任全国青联常委、北京市金杜律师事务所管委会主席，第十一届全国政协委员。

## 生平
先后毕业于吉林大学和加利福尼亞大學柏克萊分校。2008年，当选第十一届全国政协委员，代表中华全国青年联合会，分入第十六组。并担任社会和法制委员会专委。2018年2月24日，当选为第十三届全国人大代表。